# Ottoburg (Schlitz)
Die Ottoburg ist ein frühbarockes Schloss in der Stadt Schlitz im Vogelsbergkreis in Hessen und gehört zu den fünf Schlitzer Burgen, Vorderburg, Hinterburg mit Hinterturm,  Ottoburg und Schachtenburg, die eingebunden in die Stadtmauer die mittelalterliche Stadtbefestigung bildeten, sowie das etwas außerhalb gelegene Schloss Hallenburg.

## Beschreibung
Die Ottoburg gründete sich in zwei Bauphasen auf der mittelalterlichen Stadtbefestigung, wobei der kleinere der beiden im Nordosten angelegten Ecktürme aus früherer Zeit stammt. Im Keller finden sich Reste der alten Stadtmauer mit einer Gedenktafel, die auf das Erbauungsjahr 1653 und den Bauherrn Otto Hartmann von Schlitz als Mitglied der „Fruchtbringenden Gesellschaft“ hinweist. Die Wehrgänge der Burg wurden abgerissen, ein Teil des Burggrabens verschüttet und an der Stadtmauer anliegende Häuser abgerissen. 1681 erhielt dann die Ottoburg durch Philipp Friedrich von Schlitz und dessen Gemahlin, Juliane Elisabetha von Minnigerode, deren Doppelwappen sich über dem Barockportal des Haupteingangs befindet, ihre heutige Gestalt.

## Heutige Nutzung
Nach dem Zweiten Weltkrieg war die Ottoburg Wohnung mehrerer heimatvertriebener Familien, diente von 1955 bis 1990 als Jugendherberge, ist heute in Privatbesitz.

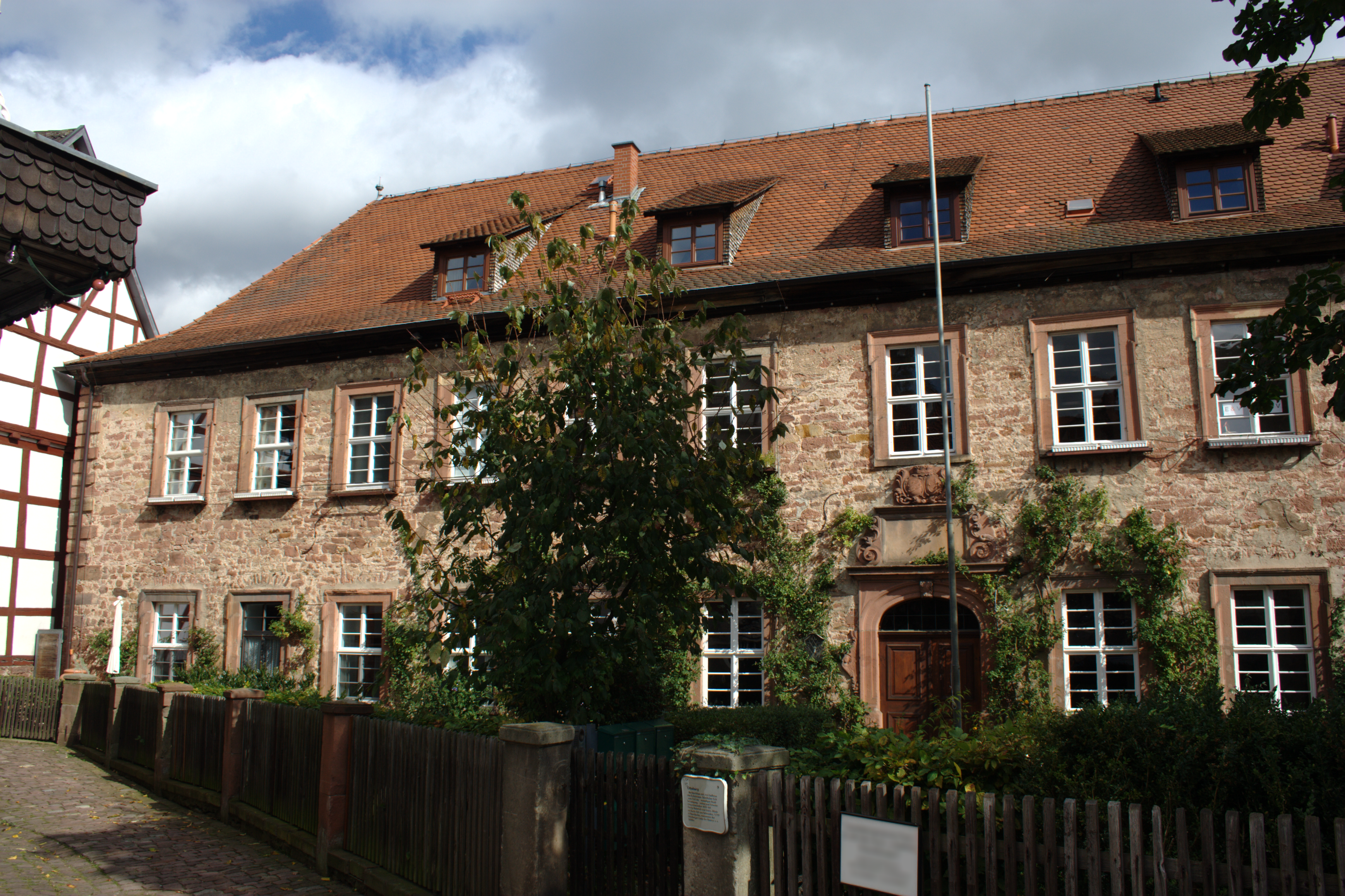
Vorderseite der Ottoburg
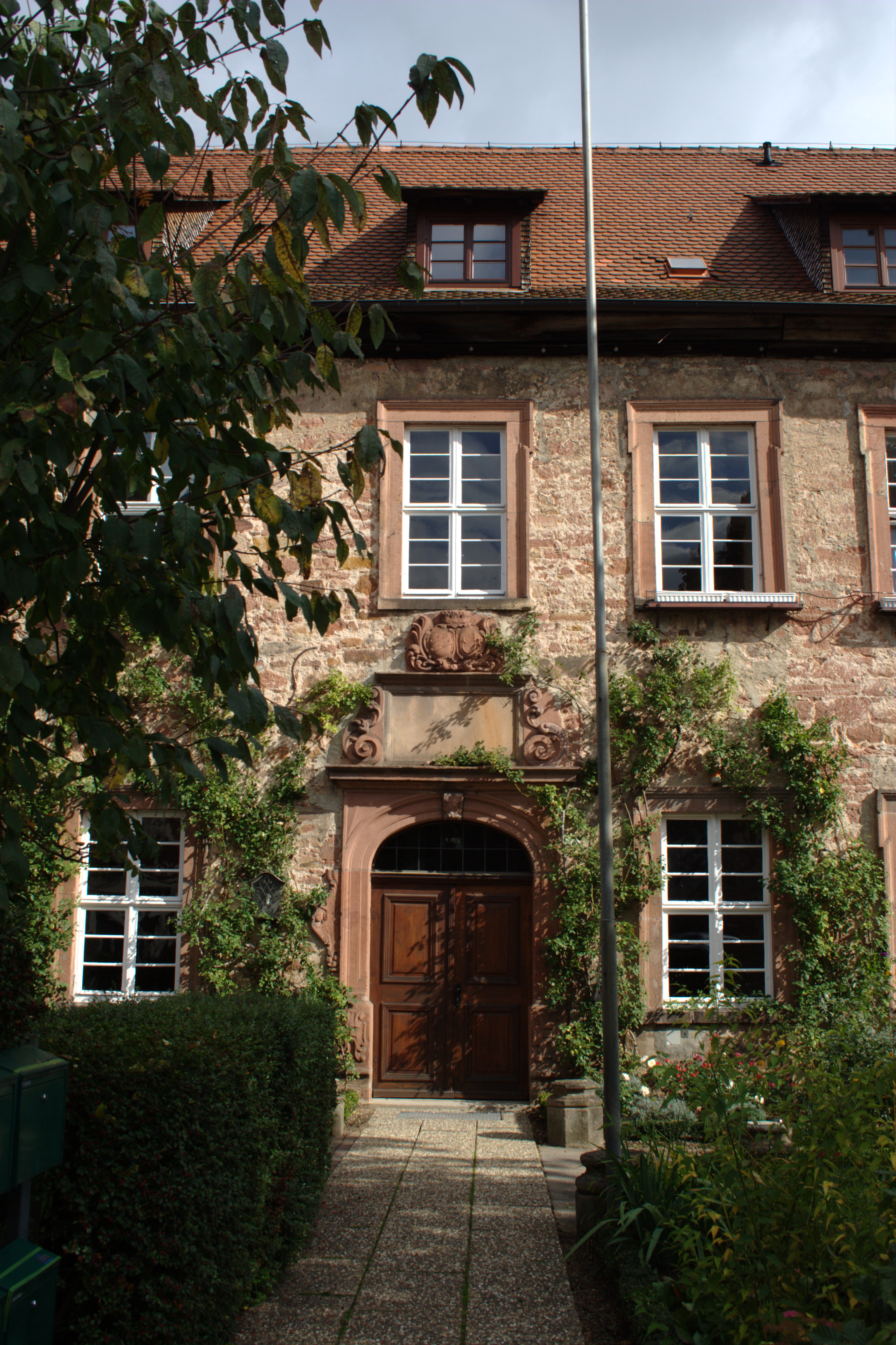
Eingangsbereich mit dem Doppelwappen über dem Portal